# Lepeoptheirus selkirki
Lepeoptheirus selkirki är en kräftdjursart som beskrevs av Juan Atria. Lepeoptheirus selkirki ingår i släktet Lepeoptheirus och familjen Caligidae. Inga underarter finns listade i Catalogue of Life.